# Monument à Beethoven (Vienne)
Le monument à Beethoven sur la Beethovenplatz à Vienne est une statue en bronze de 1880. Il est dédié au compositeur allemand Ludwig van Beethoven, qui a travaillé à Vienne, et fut réalisé par le sculpteur Caspar von Zumbusch.

## Histoire
La Gesellschaft der Musikfreunde met en place un comité avec le président Nikolaus Dumba le 7 février 1871, pour l'érection d'un monument à Beethoven. Ce comité annonce un concours le 5 mai 1873 et invite les sculpteurs Carl Kundmann, Anton Paul Wagner, Johannes Benk et Caspar von Zumbusch. Le 18 février 1874, le jury évalue les dessins soumis et déclare Zumbusch vainqueur. Après des modifications stipulées, la forme du monument est approuvée le 4 mars 1875. Le modèle moulé du monument, qui se trouve maintenant dans le foyer du Konzerthaus de Vienne, est présenté à l'Exposition universelle de 1878 à Pairs et reçoit une médaille d'or. Le 1er mai 1880 a lieu la cérémonie d'inauguration du monument.
Au début, le monument fait face au palais Gutmann ou au centre-ville. Au cours de la mise en voûte de la rivière Vienne à la fin des années 1890, le monument au milieu de la place est tourné à 180 degrés en direction de la Lothringerstrasse, désormais plus importante, utilisée par les lignes de tramway de 1902 à 1980. Lors de la construction d'un parking souterrain pour la Girozentrale sous la place à la fin des années 1960, le monument est temporairement placé dans le parc de la ville. En 1971, l'arrière du monument est recouvert.

## Description
Le monument montre Beethoven assis dans un style strictement historique sur un socle carré au-dessus d'un piédestal à plusieurs niveaux et arrondi latéralement, qui est créé par le tailleur de pierre Eduard Hauser. À ses pieds, se trouvent Prométhée (à gauche) et la Victoire avec une couronne de laurier surélevée (à droite) ainsi que neuf putti faisant de la musique comme allégories pour ses 9 symphonies. L'inscription "LUDWIG / VAN / BEETHOVEN" est sur le devant de la base et "ERRICHTET / MDCCCLXXX" sur le dos. Les figures en bronze sont coulées par le mouleur Carl Turbain l'Ancien.
Le coût du monument est de 46 000 florins, le comité du monument en lève 40 000 et le fonds d'expansion de la ville accorde une subvention de 6 000. Le fonds d'expansion de la ville paie 3 000 florins supplémentaires pour la refonte de la verdure environnante.